# Abdoulaye Fall (gendarme)
Pour les articles homonymes, voir Abdoulaye Fall (homonymie) et Fall.
Le général Abdoulaye Fall, né en 1953 à Yang-Yang, est un officier général ayant exercé les fonctions de Haut Commandant de la Gendarmerie de la République du Sénégal et de Chef d'état-major particulier du président de la République.

## Formation
- Baccalauréat série "D" ;
- École spéciale militaire de Saint-Cyr, en France, dont il sort le 1er octobre 1979 Sous-lieutenant ;
- D.E.S en Histoire militaire ;
- École d’Application de l’Infanterie de Montpellier ;
- École d’application des Officiers de la Gendarmerie royale (E.S.A.O.G.R) ;
- Du 15 décembre 1994 au 15 août 1996 : stagiaire au Collège inter-défense en France ;
- Diplôme d’Étude diplomatique et stratégique.

## Carrière
Le 1er août 1983, il intègre la Gendarmerie.
Du 1er octobre 1983 au 28 février 1984, il est officier adjoint au commandant de l’escadron blindé.
Du 1er mars 1984 au 14 mars 1985, il est officier adjoint au commandant de la compagnie du Sénégal oriental.
Du 15 mars 1985 au 26 juillet 1987, il est officier adjoint au commandant de la compagnie de Dakar et Banlieue.
Du 27 juillet 1987 au 31 juillet 1989, il est Commandant de la compagnie maritime.
Du 1er août 1989 au 31 janvier 1991, il est Observateur de l’ONU entre l’Iran et l’Irak.
Du 1er février 1991 au 14 décembre 1994, il est Chef de la Division Maintien de l’ordre-Terroriste à l’État Major Général des Armées.
Du 16 août 1996 au 31 mai 2000, au grade de Lieutenant-colonel, il est Commandant de la Légion Sud.
Le 1er janvier 2000, au grade de colonel, il est nommé Gouverneur militaire du Palais de la République.
Le 22 septembre 2003, il est nommé Chef d’État Major Particulier du Président de la République. C'est la première fois qu'un gendarme occupe cette fonction. Il est élevé au grade de Général de Brigade.
Le 1er juin 2005, il est nommé Haut Commandant de la Gendarmerie nationale et Directeur de la Justice Militaire par le président Abdoulaye Wade. Il remplace à ce poste le général Pathé Seck qui deviendra ambassadeur du Sénégal au Portugal.
Le 14 juillet 2005, il est élevé au grade de général de Division.
Le 25 mars 2013, Il est élevé au grade général de corps d'armée.
Admis dans la deuxième section des cadres de réserve le 31 décembre 2013, il est nommé ambassadeur du Sénégal au Portugal.

## Décorations
Le Général Fall est titulaire de plusieurs décorations nationales et étrangères.
- Commandeur de l’Ordre Nationale du Lion
- Grand Officier de l'Ordre Nationale du Mérite
- Croix de la Valeur Militaire avec Étoile d’Argent
- Médaille d'honneur de la Gendarmerie Nationale
- Médaille du Royaume d’Arabie Saoudite
- Médaille Commémorative des Nations unies entre l’Iran et l’Iraq
- Commandeur de la Légion d'Honneur de la République Française
- Médaille d'Honneur de la Gendarmerie Française
- Médaille d'Honneur de la Guardia Civile Espagnole

## Famille
Marié et père de cinq enfants.